# Eric Clapton World Tour 2018
Die Eric Clapton World Tour von 2018 [ˈɛrɪk klæptɒn wɜːld tʊə] (deutsch: „Eric-Clapton-Welttournee 2018“) war eine Konzerttournee des britischen Rockmusikers Eric Clapton. Die Welttournee begann am 8. Januar 2018 in Guildford, England und endete am 7. Oktober in New York City, Vereinigte Staaten. Während der Tournee trat Clapton zehnmal auf und besuchte neben dem Vereinigten Königreich und den USA auch Deutschland und Frankreich.

## Verlauf
Anfang Januar trat Clapton gemeinsam mit Paul Jones in Großbritannien auf. Drei Wochen später veranstaltete Clapton ein Einladungskonzert im Théâtre Mogador in Paris. Nach mehreren Monaten Pause, trat der Brite als Hauptact der Greenwich Town Party 2018. Es folgten drei letzte Auftritte in Europa, bei denen Clapton Deutschland und Großbritannien besuchte. Es folgte ein weiteres Privatkonzert (Chicago) und ein gemeinsames Konzert von Clapton mit Gitarrist Jimmie Vaughan (Columbus) in den Vereinigten Staaten, bevor Clapton seine Tournee mit zwei Konzerten im New Yorker Madison Square Garden beendete.

## Termine
| Nr. | Datum              | Land                   | Stadt         | Veranstaltungsort           |
| --- | ------------------ | ---------------------- | ------------- | --------------------------- |
| 1   | 8. Januar 2018     | Vereinigtes Konigreich | Guildford     | Guildford Live              |
| 2   | 23. Januar 2018    | Frankreich             | Paris         | Théâtre Mogador             |
| 3   | 26. Mai 2018       | Vereinigte Staaten     | Greenwich     | Greenwich Town Party 2018   |
| 4   | 2. Juli 2018       | Deutschland            | Köln          | Lanxess Arena               |
| 5   | 3. Juli 2018       | Deutschland            | Hamburg       | Barclaycard Arena           |
| 6   | 8. Juli 2018       | Vereinigtes Konigreich | London        | British Summertime Festival |
| 7   | 18. August 2018    | Vereinigte Staaten     | Columbus      | LifeCare Alliance Center    |
| 8   | 29. September 2018 | Vereinigte Staaten     | Chicago       | International Amphitheatre  |
| 9   | 6. Oktober 2018    | Vereinigte Staaten     | New York City | Madison Square Garden       |
| 10  | 7. Oktober 2018    | Vereinigte Staaten     | New York City | Madison Square Garden       |